# Nathan Boxer
Pour les articles homonymes, voir Boxer.
Nathan "Nat" Boxer est un ingénieur du son américain né le 22 juin 1925 à Wawarsing (État de New York) et mort le 3 décembre 2009 à Rosendale (État de New York).

## Biographie
Il a enseigné dans l'État de New York au Kirkland College (en) et au Hamilton College.

## Filmographie (sélection)
- 1971 : Bananas de Woody Allen
- 1974 : Le Parrain 2 (Mario Puzo's The Godfather: Part II) de Francis Ford Coppola
- 1974 : Conversation secrète (The Conversation) de Francis Ford Coppola
- 1978 : Intérieurs (Interiors) de Woody Allen
- 1979 : Apocalypse Now de Francis Ford Coppola
- 1981 : Georgia d'Arthur Penn
- 1981 : L'Œil du témoin (Eyewitness) de Peter Yates
- 1982 : La Mort aux enchères (Still of the Night) de Robert Benton
- 1984 : Cotton Club (The Cotton Club) de Francis Ford Coppola
- 1985 : D.A.R.Y.L. de Simon Wincer
- 1987 : La Ménagerie de verre (The Glass Menagerie) de Paul Newman

## Distinctions

### Récompenses
- BAFTA 1975 : BAFA du meilleur son pour Conversation secrète
- Oscars 1980 : Oscar du meilleur mixage de son pour Apocalypse Now

### Nominations
- BAFTA 1980 : BAFA du meilleur son pour Apocalypse Now